# میشوویتسه
میشوویتسه (به چکی: Mišovice) یک منطقهٔ مسکونی در جمهوری چک است که در ناحیه پیسک واقع شده‌است. میشوویتسه ۱۴٫۸۱ کیلومتر مربع مساحت و ۲۳۹ نفر جمعیت دارد و ۴۶۱ متر بالاتر از سطح دریا واقع شده‌است.